# Archidendron laoticum
Archidendron laoticum là một loài thực vật có hoa trong họ Đậu. Loài này được (Gagnep.) I.C.Nielsen miêu tả khoa học đầu tiên.